# Moolgarda perusii
Moolgarda perusii är en fiskart som först beskrevs av Valenciennes, 1836.  Moolgarda perusii ingår i släktet Moolgarda och familjen multfiskar. Inga underarter finns listade i Catalogue of Life.